# Carabobo, Caminos de Libertad
Carabobo, Caminos de Libertad fue una miniserie venezolana producida por Villa del Cine la cual dramatiza los hechos históricos de la Batalla de Carabobo, en Venezuela.

## Sinopsis
En la batalla de Carabobo se deciden diez años de una guerra cruenta, la más violenta y sanguinaria de América. Han sido diez años de avances y retrocesos en el camino hacia la libertad. Dos repúblicas han caído derrotadas por las fuerzas leales a la corona imperial española, y el deseo de soberanía e independencia es ahogado en el terror de la “guerra a muerte” que ambos bandos han impuesto. Bolívar y la tercera república se lo juegan todo en esta batalla definitiva, y tanto el mando patriota como el realista son conscientes de ello. También lo son los hombres y mujeres humildes y anónimos a los que la batalla cambiará la vida.

## Reparto
| Personaje                             | Actor/Actriz                     |
| ------------------------------------- | -------------------------------- |
| Simón Bolívar                         | Juvel Vielma                     |
| Santiago Mariño                       | Asdrúbal Blanco                  |
| De la Torre                           | Richard Clark                    |
| Morales                               | Jesús Cervó                      |
| Aquelarre                             | Alberto Alifa                    |
| General José Antonio Páez             | Carlos Manuel González Rodríguez |
| Teniente Pedro Camejo "Negro Primero" | Ender Machado                    |
| Remigio                               | Ramón Hinojosa                   |
| Jonás Capote                          | Pedro Durán                      |
| Abadesa Catalina                      | Francis Rueda                    |
| Juan Bautista                         | Carlos Daniel Alvarado           |
| Minchin                               | Egon Ilka                        |
| "Pepita" Machado                      | Karla Viera                      |
| María Fernanda de Villa               | Alexandra Braun                  |
| Juana                                 | Eliné Figueroa                   |
| Cabo Capote                           | Camila Curtis                    |
| Ángel Custodio                        | Juan Carlos Martínez             |
| Paternoster                           | Anibal Grunn                     |
| Juan Pablo del Valle                  | Edinson Boorosky                 |
| Capitán O’leary                       | Kenny Montoya                    |
| Mariscal Antonio José de Sucre        | José Nelson Ortega               |

Referencia: